# Jesse Lingard
Jesse Ellis Lingard (Warrington, 15 december 1992) is een Engels voetballer die doorgaans als centraal aanvallende middenvelder speelt. Hij speelt sinds 2024 voor het Zuid-Koreaanse FC Seoul. Lingard debuteerde in 2016 in het Engels voetbalelftal.

## Clubcarrière
Lingard tekende zijn eerste profcontract bij Manchester United in 2010. Op 7 november 2012 werd hij samen met ploegmaat Michael Keane voor twee maanden uitgeleend aan Leicester City. Voor die club debuteerde hij op 6 november 2012 in het betaald voetbal, in een wedstrijd tegen Bolton Wanderers. Lingard maakte deel uit van de 19-koppige selectie van Manchester United op de preseason-tour. Op 20 juli 2013 scoorde hij twee keer tegen de A-League All Stars in Sydney. Drie dagen later maakte hij zijn derde doelpunt tegen het Japanse Yokohama F. Marinos. Op 28 juli 2013 scoorde hij voor de vierde keer in de voorbereiding tegen Kitchee SC.
Op 16 augustus 2014 maakte hij deel uit van de selectie van de dan net nieuwe Manchester United-coach Louis van Gaal voor de openingsmatch van het Premier League-seizoen. Lingard kreeg een basisplaats en debuteerde voor Manchester United tegen Swansea City. Na 23 minuten werd hij gewisseld voor Adnan Januzaj.
Lingard won op 21 mei 2016 met Manchester United de finale van FA Cup 2015/16 van Crystal Palace. Hij maakte in de verlenging zelf de winnende 1-2.

## Clubstatistieken
| Seizoen         | Club                     | Competitie      | Competitie | Competitie | Beker | Beker | Internationaal | Internationaal | Totaal | Totaal |
| Seizoen         | Club                     | Competitie      | Wed.       | Dlp.       | Wed.  | Dlp.  | Wed.           | Dlp.           | Wed.   | Dlp.   |
| --------------- | ------------------------ | --------------- | ---------- | ---------- | ----- | ----- | -------------- | -------------- | ------ | ------ |
| 2012/13         | Manchester United        | Premier League  | 0          | 0          | 0     | 0     | —              | —              | 0      | 0      |
| 2012/13         | → Leicester City         | Championship    | 5          | 0          | 0     | 0     | —              | —              | 5      | 0      |
| 2013/14         | → Birmingham City        | Championship    | 13         | 6          | 0     | 0     | —              | —              | 13     | 6      |
| 2013/14         | → Brighton & Hove Albion | Championship    | 15         | 3          | 0     | 0     | —              | —              | 15     | 3      |
| 2014/15         | Manchester United        | Premier League  | 1          | 0          | 0     | 0     | —              | —              | 1      | 0      |
| 2014/15         | → Derby County           | Championship    | 14         | 2          | 1     | 0     | —              | —              | 15     | 2      |
| 2015/16         | Manchester United        | Premier League  | 25         | 4          | 8     | 2     | 7              | 0              | 40     | 6      |
| 2016/17         | Manchester United        | Premier League  | 25         | 1          | 6     | 1     | 10             | 2              | 41     | 4      |
| 2017/18         | Manchester United        | Premier League  | 33         | 8          | 8     | 5     | 6              | 0              | 47     | 13     |
| 2018/19         | Manchester United        | Premier League  | 27         | 4          | 3     | 1     | 6              | 0              | 36     | 5      |
| 2019/20         | Manchester United        | Premier League  | 22         | 1          | 9     | 1     | 9              | 5              | 17     | 1      |
| 2020/21         | Manchester United        | Premier League  | 0          | 0          | 3     | 0     | 0              | 0              | 3      | 0      |
| 2020/21         | → West Ham United        | Premier League  | 16         | 9          | 0     | 0     | —              | —              | 16     | 9      |
| 2021/22         | Manchester United        | Premier League  | 16         | 2          | 2     | 0     | 4              | 0              | 22     | 2      |
| 2022/23         | Nottingham Forest        | Premier League  | 17         | 0          | 3     | 2     | —              | —              | 20     | 2      |
| 2024            | FC Seoul                 | K League 1      | 26         | 6          | 0     | 0     | —              | —              | 26     | 6      |
| Carrière totaal | Carrière totaal          | Carrière totaal | 257        | 47         | 43    | 12    | 42             | 7              | 342    | 66     |

Bijgewerkt t/m 5 december 2024.

## Interlandcarrière
Lingard debuteerde op 8 oktober 2016 in het Engels voetbalelftal, in een met 2–0 gewonnen kwalificatiewedstrijd voor het WK 2018 tegen Malta. Zijn eerste interlandgoal volgde op 23 maart 2018. Hij maakte toen het enige doelpunt van de wedstrijd in een oefeninterland in en tegen Nederland. Lingard maakte een jaar later deel uit van de Engelse selectie op het WK 2018 in Rusland, zijn eerste eindtoernooi. Hierop kwam hij zes wedstrijden in actie en scoorde hij in de met 6–1 gewonnen groepswedstrijd tegen Panama.

## Erelijst
| UEFA Europa League  | 1x | 2016/17 |
| FA Cup              | 1x | 2015/16 |
| EFL Cup             | 1x | 2016/17 |
| FA Community Shield | 1x | 2016    |

1 Butland ·
2 Walker ·
3 Rose ·
4 Jones ·
5 Stones ·
6 Cahill ·
7 Sterling ·
8 Henderson ·
9 Vardy ·
10 Kane  ·
11 Welbeck ·
12 Trippier ·
13 Pickford ·
14 Lingard ·
15 Maguire ·
16 Delph ·
17 Dier ·
18 Young ·
19 Loftus-Cheek ·
20 Alli ·
21 Alexander-Arnold ·
22 Rashford ·
23 Pope ·
Coach: Tuchel